# Галерија Боргезе
Галерија Боргезе (итал. La galleria Borghese) је државни италијански музеј смештен у вили Боргезе Пинцијана у Риму. Данас је у њој изложен велики део колекције уметничких предмета коју је у 17. веку почео да сакупља Сципион Боргезе, нећак папе Павла V. Сципион је иницијатор изградње и саме виле. Парк, вила и уметничка колекција продати су италијанској држави 1902. 
Гaлерија Боргезе има два спрата и двадесет соба. У њој су изложене античке скулптуре, римски мозаик „Борба гладијатора”, као и нововековне скулптуре и сликарство. 
Галерија поседује дела уметника: Ђан Лоренца Бернинија, Ањола Бронзина, Антонија Канове, Каравађа, Рафаела, Перуђина, Лоренца Лота, Антонела да Месине, Кранаха, Анибале Карачија, Питера Паула Рубенса, Белинија, Тицијана и других. Сматра се јединственом у свету по броју и значају скулптура Бернинија и слика Каравађа..

## Галерија
- Ђан Лоренцо Бернини: Аполон и Дафне
- Ђан Лоренцо Бернини: Давид
- Каравађо: Давид са Голијатовом главом
- Каравађо: Мадона и Христ са Светом Аном
- Рафаел Санти: Дама са једнорогом
- Ђовани Белини: Мадона са дететом
- Тицијан: Божанска и земаљска љубав
- Антонио Канова: Венера победница (Паулина Боргезе)